# Da Ya Think I'm Sexy?
«Da Ya Think I'm Sexy?» es una canción del cantante británico de rock Rod Stewart, escrita por él junto a Carmine Appice para su noveno álbum de estudio Blondes Have More Fun de 1978. En noviembre del mismo año se lanzó como el primer sencillo del disco, a través de Warner Bros. Records.
Según las palabras del mismo Appice la canción: «es una historia de un chico que conoce a una chica en un club. Si pones atención a las letras, ambos están nerviosos y solos dentro de este club de baile, entonces ellos se juntan y terminan teniendo sexo en su casa hasta que ella se va». Adicional a aquello, el tema incluyó algunos toques de la música disco que la posiciona dentro del subgénero dance rock. Este sonido fue altamente criticado por la prensa especializada de la época, que trató de traidor a Rod por alejarse sus orígenes en el blues rock. Sin embargo con el pasar de los años ha sido considerado como el mejor ejemplo de la fusión entre la música disco y el rock y que incluso fue posicionado en el puesto 308 en la lista de las 500 mejores canciones de todos los tiempos realizada por la revista Rolling Stone.

## Músicos
- Rod Stewart: voces
- Jim Cregan: guitarra rítmica
- Gary Grainger y Billy Peek: guitarra principal
- Phil Chen: bajo
- Carmine Appice: batería

### Músicos adicionales
- Duane Hitchings: piano eléctrico y sintetizador
- Tommy Vig: percusiones
- Tom Scott: saxofón tenor
- Linda Lewis: coros

## Acusación de plagio
Rod Stewart recibió una demanda por infracción a los derechos de autor, por parte del músico brasileño Jorge Ben que afirmó que el coro fue copiado de su canción «Taj Mahal». Finalmente la demanda fue aceptada a favor de Ben, que según él arreglaron el problema de manera amistosa, ya que Stewart decidió donar todas las ganancias del tema a UNICEF. En 2012 y en su autografía Rod admitió que fue un plagio inconsciente.

## Versiones
Con el paso de los años, la canción ha sido objeto de numerosas versiones interpretadas por múltiples artistas como. Revolting Cocks, Sabrina y Paris Hilton entre otros. También aparece como canción extra en Glee: The Music, Presents the Warblers cantada por Darren Criss y en The Life Book.